# Картура
Картура је насеље у Италији у округу Падова, региону Венето.
Према процени из 2011. у насељу је живело 2094 становника. Насеље се налази на надморској висини од 4 м.

## Становништво
| 1951. | 1961. | 1971. | 1981. | 1991. | 2001. | 2011. |
| ----- | ----- | ----- | ----- | ----- | ----- | ----- |
| 4.675 | 3.944 | 4.005 | 4.022 | 4.101 | 4.075 | 4.623 |